# Zenith (motorfiets)
| Zenith Gradua met een 770 cc JAP-motor uit 1912. De draaiknop boven de tank bedient via een stang de tandwielen van de Gradua Gear. |
| Zenith Gradua 976 cc uit 1919. Hier hebben gegarandeerd geen vrouwenhanden aan gewerkt...                                           |
| Zenith-JAP 350 cc uit 1924 |

Zenith is een historisch merk van motorfietsen.
De bedrijfsnaam was Bitton Harley, later Zenith Motor Engineering Co., London, later Zenith Motors Ltd., Weybridge, Surrey, Zenith Motors, London en Writers Ltd., London (1904-1950).
Zenith was een Engels motorfietsmerk dat eerst de Tooley’s Patent Bi-cars met Fafnir-motoren bouwde, die bij aanvang van de productie al Zenith Bi-Car heetten. Later produceerde men ook motorfietsen, waarin uitsluitend inbouwmotoren werden toegepast. Deze werden betrokken van Fafnir, Green, Green-Precision, Bradshaw, Villiers en JAP.
In de racemachines, die erg succesvol waren, zaten JAP-motoren. Nadat Zenith in 1907 de “Gradua gear”, een soort variabele transmissie, presenteerde, werd het merk door veel organiserende clubs geweerd uit wedstrijden. Men maakte hier gebruik van door de term “barred” (niet toegelaten) als reclameslogan te gebruiken. De Gradua Gear was ontwikkeld door hoofdingenieur Freddy Barnes. Met reclameslogans hadden ze toch wat bij Zenith. Wat te denken van het vrouwonvriendelijke: “Built of finest quality throughout. We employ no female labor”. Overigens waren de Zeniths wel toegelaten in heuvelklimwedstrijden, waarin ze dan ook vrijwel onverslaanbaar waren.
De latere 498 cc-modellen met oliegekoelde Bradshaw-boxermotor, die als Zenith-Bradshaw verkocht werden, waren wereldberoemd, evenals de 996 cc-modellen met JAP-kopklep V-twin. In 1928 was Bert le Vack de eerste die het circuit van Brooklands rondde met een gemiddelde snelheid van meer dan 100 mijl per uur. Hij deed dit met een Zenith-JAP. Met deze motor reed hij ook een wereldrecord van 124.62 mph in Arpajon (Frankrijk). Vanaf de jaren dertig werden bijna uitsluitend Villiers tweetaktmotoren gebruikt.
Na 1945 werden er 746 cc V-twin zijkleppers gebouwd.